# Russenberg (Kiel)
Der Russenberg befindet sich in Wellingdorf an der Stadtgrenze Kiels hin zu Klausdorf. Er ist laut amtlichem Stadtatlas Kiel 41,2 m hoch.

Der Russenberg von Nordosten aus gesehen (Panorama)

An ihm sind unter anderem auch unter den Namen Rosenberg Kleingärten verpachtet.
Es bestehen in den Gärten teilweise Problem mit Staunässe.

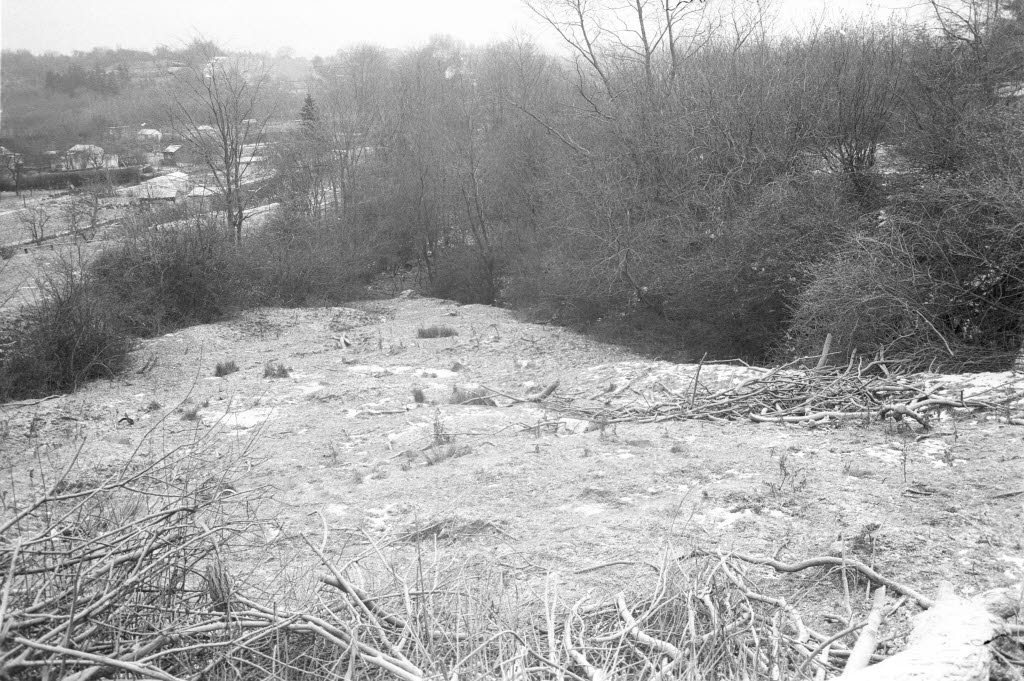
Ehemaliger Schießstand (1976)

Eine erste Nennung findet sich 1764 als Rosenbergskamp, bis 1870 wurde dann daraus der heutige Name Russenberg.
Ein Schießstand Russenberg, der die Lütjenburger Straße „verlängert“, wurde von der Schutzpolizei in Ellerbek genutzt.
Erstmals aufgeführt wurde 1925 die Straße Russenberg, ab 1936 Am Russenberg, die in den 1970er Jahren vom Stadtplan verschwand.
Die Erhebung befindet sich in der Nähe des Stadtrat-Hahn-Parks. Die Höhe von etwa 40 Metern wird in einem Buch des Schleswig-Holsteinischen Heimatbund als „für Kieler Verhältnisse recht ho[ch]“ gewertet.